# سرایک
سرایک (به لاتین: Cërrik) یک شهر در آلبانی است که در ناحیه الباسان واقع شده‌است.